# Mézières-en-Santerre
Mézières-en-Santerre és un municipi francès situat al departament del Somme i a la regió dels Alts de França. L'any 2007 tenia 538 habitants.

## Demografia

### Població

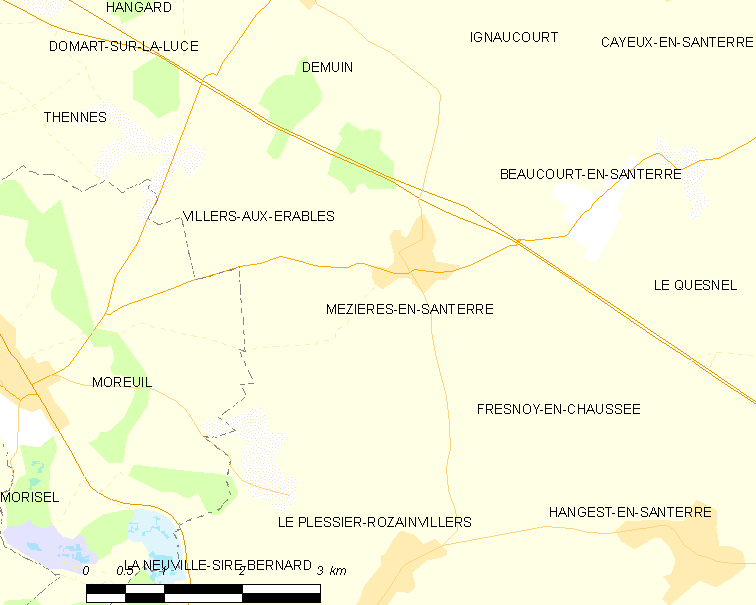

El 2007 la població de fet de Mézières-en-Santerre era de 538 persones. Hi havia 174 famílies de les quals 28 eren unipersonals (20 homes vivint sols i 8 dones vivint soles), 49 parelles sense fills, 85 parelles amb fills i 12 famílies monoparentals amb fills.
La població ha evolucionat segons el següent gràfic:
Habitants censats

### Habitatges
El 2007 hi havia 208 habitatges, 177 eren l'habitatge principal de la família, 12 eren segones residències i 18 estaven desocupats. Tots els 208 habitatges eren cases. Dels 177 habitatges principals, 159 estaven ocupats pels seus propietaris, 15 estaven llogats i ocupats pels llogaters i 3 estaven cedits a títol gratuït; 1 tenia una cambra, 6 en tenien dues, 19 en tenien tres, 42 en tenien quatre i 109 en tenien cinc o més. 143 habitatges disposaven pel capbaix d'una plaça de pàrquing. A 80 habitatges hi havia un automòbil i a 90 n'hi havia dos o més.

### Piràmide de població
La piràmide de població per edats i sexe el 2009 era:
| Homes | Edats   | Dones |
| ----- | ------- | ----- |
| 0     | 95 o +  | 0     |
| 0     | 90 a 94 | 0     |
| 4     | 85 a 89 | 4     |
| 4     | 80 a 84 | 4     |
| 8     | 75 a 79 | 8     |
| 8     | 70 a 74 | 16    |
| 16    | 65 a 69 | 16    |
| 4     | 60 a 64 | 8     |
| 0     | 55 a 59 | 0     |
| 12    | 50 a 54 | 4     |
| 40    | 45 a 49 | 8     |
| 12    | 40 a 44 | 20    |
| 24    | 35 a 39 | 28    |
| 12    | 30 a 34 | 24    |
| 4     | 25 a 29 | 12    |
| 8     | 20 a 24 | 8     |
| 24    | 15 a 19 | 28    |
| 36    | 10 a 14 | 36    |
| 32    | 5 a 9   | 20    |
| 12    | 0 a 4   | 8     |

## Economia
El 2007 la població en edat de treballar era de 335 persones, 258 eren actives i 77 eren inactives. De les 258 persones actives 225 estaven ocupades (135 homes i 90 dones) i 33 estaven aturades (15 homes i 18 dones). De les 77 persones inactives 22 estaven jubilades, 33 estaven estudiant i 22 estaven classificades com a «altres inactius».

### Ingressos
El 2009 a Mézières-en-Santerre hi havia 193 unitats fiscals que integraven 547 persones, la mediana anual d'ingressos fiscals per persona era de 19.719 €.

### Activitats econòmiques
Dels 9 establiments que hi havia el 2007, 1 era d'una empresa alimentària, 4 d'empreses de construcció, 1 d'una empresa de comerç i reparació d'automòbils, 2 d'empreses de transport i 1 d'una empresa financera.
Dels 4 establiments de servei als particulars que hi havia el 2009, 1 era un guixaire pintor, 2 lampisteries i 1 electricista.
L'únic establiment comercial que hi havia el 2009 era una fleca.
L'any 2000 a Mézières-en-Santerre hi havia 12 explotacions agrícoles.

## Equipaments sanitaris i escolars
El 2009 hi havia una escola elemental.

## Poblacions més properes
El següent diagrama mostra les poblacions més properes.